# Jaroslau I, o Sábio

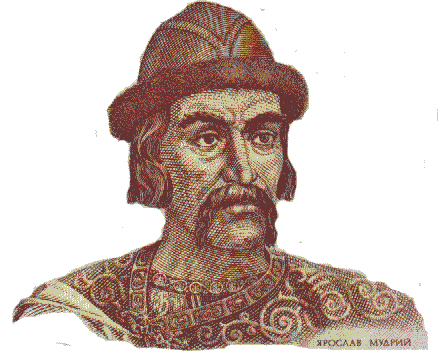
Representação de Jaroslau I, o Sábio em grívnia ucraniana.

Jaroslau I, o Sábio (Yaroslav Mudryi) (c. 978, Quieve - 20 de fevereiro de 1054, Quieve), (eslavo oriental: Ярослав Мудрый; nome cristão: Jorge; nórdico antigo: Jarizleifr; também citado como Yaroslao), foi três vezes Grão-Príncipe de Novogárdia e Grão-Príncipe de Quieve, unindo por algum tempo ambos os principados sob seu governo. Durante seu longo reinado, a Rússia de Quieve alcançou o auge de seu florescimento cultural e poder militar.

## História e obras
A história de Jaroslau I, o Sábio constitui o apogeu de Quieve, onde a fé cristã ortodoxa foi aceita pelos eslavos e foi criado o primeiro código legal eslavo oriental, o Russkaya Pravda.
Antes de Jaroslau assumir o poder, seu pai Vladimir I de Quieve "o Grande" (979 -1015), desposa Ana, irmã do imperador bizantino Basílio II Bulgaróctono, e converte-se ao cristianismo, que passa então a ser a religião oficial do estado.
A obra de Vladimir tem continuidade durante o reinado de Jaroslau. No entanto, este teve que lutar para conseguir governar. Primeiro lutando com seu irmão mais velho Esvetopolco para tornar-se Grão-Príncipe de Quieve em 1019 e assumindo o controle exclusivo apenas após a morte de seu outro irmão Mistislau ocorrida em 1035 que não deixou descendentes.
Jaroslau transforma Quieve numa grande metrópole, constrói igrejas, funda bibliotecas e prepara o primeiro código de leis do mundo eslavo. O cristianismo triunfa no reinado de Jaroslau, mas o príncipe considerava importante a existência de padres que falassem seu idioma para que a religião fosse mais acessível, e Bizâncio não os podia fornecer, fato que faz Jaroslau organizar a formação de uma igreja nacional, com clero autônomo.
O Estado Quievano torna-se um dos centros cultuais mais importantes da época. O reinado de Jaroslau dá lugar a um período de grande instabilidade, sendo seu Estado ameaçado por povos nômades das estepes. Outras populações eslavas começam a pressionar nas fronteiras e uma nova ordem surge na região.

## Relações familiares
Jaroslau foi filho de Vladimir I de Quieve "o Grande". Sua mãe foi, provavelmente, Rogneda de Polotsk, uma das várias esposas de seu pai.
Jaroslau casou-se a 1019 com a princesa Ingegerda da Suécia, filha do rei Olavo, o Tesoureiro, a qual em Quieve era chamada de Irene. Foram pais de, entre outros, três filhas e um filho:
1. Isabel de Quieve, casou-se a 1045 com Haroldo III, rei da Noruega. Na Noruega, ela foi conhecida como Rainha Elisiv;
2. Anastácia de Quieve, casou-se a 1039 com André I da Hungria;
3. Ana de Quieve, casou-se a 1051 com o rei Henrique I de França[4]  e foi rainha consorte de França;
4. Iziaslau I de Quieve (1024 - 3 de outubro de 1078);
5. Esvetoslau II (1027 - 1076);
6. Usevolodo I de Quieve, que foi príncipe de Quieve;
7. Viachesla;
8. Igor (1036 - 1060).

Jaroslau foi pai também de um filho, Vladimir Jaroslavic, ou Vladimir de Novogárdia, príncipe de Novogárdia de 1036 até sua morte em 1052. Vladimir foi o filho mais velho de Jaroslavic. Não há certeza se também foi filho de Ingegerda da Suécia. Pode ter sido filho de uma suposta primeira esposa de seu pai, de nome Ana.